# اسوالد اشیمدبرگ
اسوالد اشیمدبرگ (آلمانی: Oswald Schmiedeberg؛ ۱۰ اکتبر ۱۸۳۸ – ۱۲ ژوئیهٔ ۱۹۲۱) یک شیمی‌دان اهل آلمان بود.